# 西坂町 (名古屋市)
西坂町（にしさかちょう）は、愛知県名古屋市千種区の地名。

## 歴史

### 沿革
- 1945年（昭和20年）9月20日 - 千種区坂下町・田代町・春岡通の各一部により、同区西坂町が成立[3]。
- 1984年（昭和59年）5月5日 - 大部分が千種区春岡一丁目・春岡二丁目にそれぞれ編入される[4]。以降道路敷地に一部が残存[3]。